# Manuel Siccha
Carlos Manuel Siccha Chipana es un político y activista por los derechos de las personas LGBT+ de Perú. Fue el primer regidor de la Municipalidad Metropolitana de Lima abiertamente homosexual.

## Biografía
Siccha es bachiller en Derecho, y diplomado en Gestión Municipal por la Escuela Nacional de Estudios Gubernamentales. Se formó en política a través de la «Escuela de Formación Política EMPODERA para Líderes LGTBI», organizada por el Jurado Nacional de Elecciones y Promsex.
Desde 2014 comenzó a trabajar con población trans, residente en las casonas del Centro de Lima, y realizó campañas benéficas para esta población.
En 2016 se afilió al partido político Acción Popular. En las elecciones municipales de 2018 entró en el gobierno de la ciudad de Lima, tras la victoria de Jorge Muñoz. El 1 de enero de 2019, junto a 38 regidores y el nuevo alcalde de Lima, juró su cargo en el Circuito Mágico del Agua. La ceremonia contó con la presencia del expresidente Martín Vizcarra. Esto le convirtió en el primer regidor de la Municipalidad Metropolitana de Lima abiertamente homosexual.
En febrero de 2020, Siccha planificó un proyecto de ordenanza municipal de cupo laboral trans del 1% en conjunto con organizaciones a favor de los derechos de esta población; e impulsó la iniciativa de contratación de personas trans en las distintas gerencias de la Municipalidad, con un plan conjunto para evitar la transfobia dentro de la institución e involucrar al personal en la educación en el respeto y la tolerancia. La iniciativa logró que 19 mujeres trans y dos hombres trans consiguieran inserción laboral en la institución. Además, en noviembre de 2020, Skarlet Salas Tuanama fue contrada por la Municipalidad, lo que la convirtió en la primera mujer trans empleada formalmente por el municipio.